# Maya Leinenbach
Maya Elisa Leinenbach (* 21. Juli 2004 im Saarland) ist eine deutsche Foodbloggerin, Unternehmerin und Autorin, die durch ihren Social-Media-Kanal Fitgreenmind bekannt wurde.

## Leben
Leinenbach wuchs als Kind zweier Lehrer in Saarwellingen auf, besuchte die Schule im Rastbachtal in Saarbrücken und legte 2023 das Abitur ab. Anschließend zog sie nach Stuttgart.
Im Jahr 2019 begann sie im Alter von 15 Jahren vegane Rezepte auf Instagram zu veröffentlichen. Ihr folgen in Summe über 6,6 Millionen Nutzer auf Plattformen wie Instagram, TikTok, YouTube und Pinterest. Im Februar 2024 gründete sie mit zwei weiteren Gesellschaftern die Fitgreenmind GmbH, mit der sie Videos, Kochshows, Publikationen und Haushaltsgeräte vermarktet. Leinenbachs Fokus liegt darauf,  für die rein pflanzliche Ernährung zu werben. Ihr Motto lautet: „Plant-based Food for Everyone“.

## Auszeichnungen
- Forbes 30 under 30 Deutschland (2024)[11]
- Eat Smarter Changemaker List (2025)[12]

## Veröffentlichungen
- Ach, das ist vegan?: Make it Maya: 50 Wege, deine Freunde und Familie mit veganem Essen zu überraschen. T5 GmbH, 2021, ISBN 978-3-9823624-0-3.
  - Englische Übersetzung: Ooh, that's vegan?: Make it Maya: 50 ways to surprise your friends and family with vegan food. ISBN 978-3-9823624-1-0.
- Plantiful Cooking. Über 100 vegane Rezepte für jeden Tag und special days! DK Verlag, 2024, ISBN 978-3-8310-5034-5.